# Three Chords & the Truth
Three Chords & the Truth är ett musikalbum av Van Morrison som utgavs i oktober 2019. Albumet är Morrisons fyrtioförsta studioalbum. Morrisons föregående album Roll with the Punches, Versatile (båda 2017) och The Prophet Speaks (2018) hade alla innehållit en stor del tolkningar av äldre jazz och R&B-låtar, men detta album är det första sedan 2016 års Keep Me Singing som fokuserar på nyskrivna låtar av Morrison. Albumet fick mestadels ett gott mottagande av musikkritiker, det snittar på betyget 80/100 på den sammanställande betygssidan Metacritic.

## Låtlista
(alla låtar komponerade av Van Morrison, med undantag av "If We Wait for Mountains", skriven av Morrison och Don Black)
1. "March Winds in February" - 4:37
2. "Fame Will Eat the Soul" - 4:51
3. "Dark Night of the Soul" - 5:56
4. "In Search of Grace" - 3:41
5. "Nobody in Charge" - 4:12
6. "You Don't Understand" - 6:17
7. "Read Between the Lines" - 3:41
8. "Does Love Conquer All?" - 4:42
9. "Early Days" - 3:40
10. "If We Wait for Mountains" - 2:42
11. "Up on Broadway" - 6:23
12. "Three Chords and the Truth" - 5:00
13. "Bags Under My Eyes" - 4:05
14. "Days Gone By" - 7:43

## Listplaceringar
- Billboard 200, USA: #57[2]
- UK Albums Chart, Storbritannien: #13[3]
- Sverigetopplistan, Sverige: #34[4]